# Gonomyia (Prolipophleps) reducta
Gonomyia (Prolipophleps) reducta is een tweevleugelige uit de familie steltmuggen (Limoniidae). De soort komt voor in het Palearctisch gebied.